# Jenn Rivell
Jenn Rivell, Jennifer Sarah Marin Rivell, född 5 juni 1973 i Florence, Alabama, USA. Amerikansk skådespelerska och tidigare återkommande gäst i MTV:s Viva La Bam. Hon mötte Bam Margera för första gången i en skatingpark när hon var 15 och han nio år gammal. De inledde ett förhållande när hon var 23 och han 17. Hon accepterade Bams frieri på sin 30-årsdag, men de gick skilda vägar i april 2005.

## Filmografi
- 2000 – CKY2K
- 2001 – CKY 3
- 2003 – Haggard: The Movie
- 2003 – CKY: Infiltrate, Destroy, Rebuild - The Video Album
- 2004 – Misdirected
- 2004 – CKY 4 Latest & Greatest